# Burthecourt-aux-Chênes
Burthecourt-aux-Chênes – miejscowość i gmina we Francji, w regionie Grand Est, w departamencie Meurthe i Mozela.
Według danych na rok 1990 gminę zamieszkiwało 109 osób, a gęstość zaludnienia wynosiła 19 osób/km² (wśród 2335 gmin Lotaryngii Burthecourt-aux-Chênes plasuje się na 936. miejscu pod względem liczby ludności, natomiast pod względem powierzchni na miejscu 943.).